# Саль-Лавалет
Саль-Лавале́т (фр. Salles-Lavalette) — коммуна во Франции, находится в регионе Пуату — Шаранта. Департамент — Шаранта. Входит в состав кантона Монморо-Сен-Сибар. Округ коммуны — Ангулем.
Код INSEE коммуны — 16362.
Коммуна расположена приблизительно в 420 км к юго-западу от Парижа, в 135 км южнее Пуатье, в 30 км к югу от Ангулема.

## Население
Население коммуны на 2008 год составляло 348 человек.
| 1962 | 1968 | 1975 | 1982 | 1990 | 1999 | 2008 |
| ---- | ---- | ---- | ---- | ---- | ---- | ---- |
| 539  | 503  | 385  | 362  | 365  | 360  | 348  |

## Администрация
| Период | Период | Фамилия      | Партия | Примечания |
| ------ | ------ | ------------ | ------ | ---------- |
| 2001   | 2008   | Мишель Эйнар |        |            |
| 2008   |        | Эрик Жендрон |        | фермер     |

## Экономика
В 2007 году среди 212 человек в трудоспособном возрасте (15—64 лет) 146 были экономически активными, 66 — неактивными (показатель активности — 68,9 %, в 1999 году было 68,5 %). Из 146 активных работали 133 человека (70 мужчин и 63 женщины), безработных было 13 (5 мужчин и 8 женщин). Среди 66 неактивных 12 человек были учениками или студентами, 35 — пенсионерами, 19 были неактивными по другим причинам.

## Фотогалерея

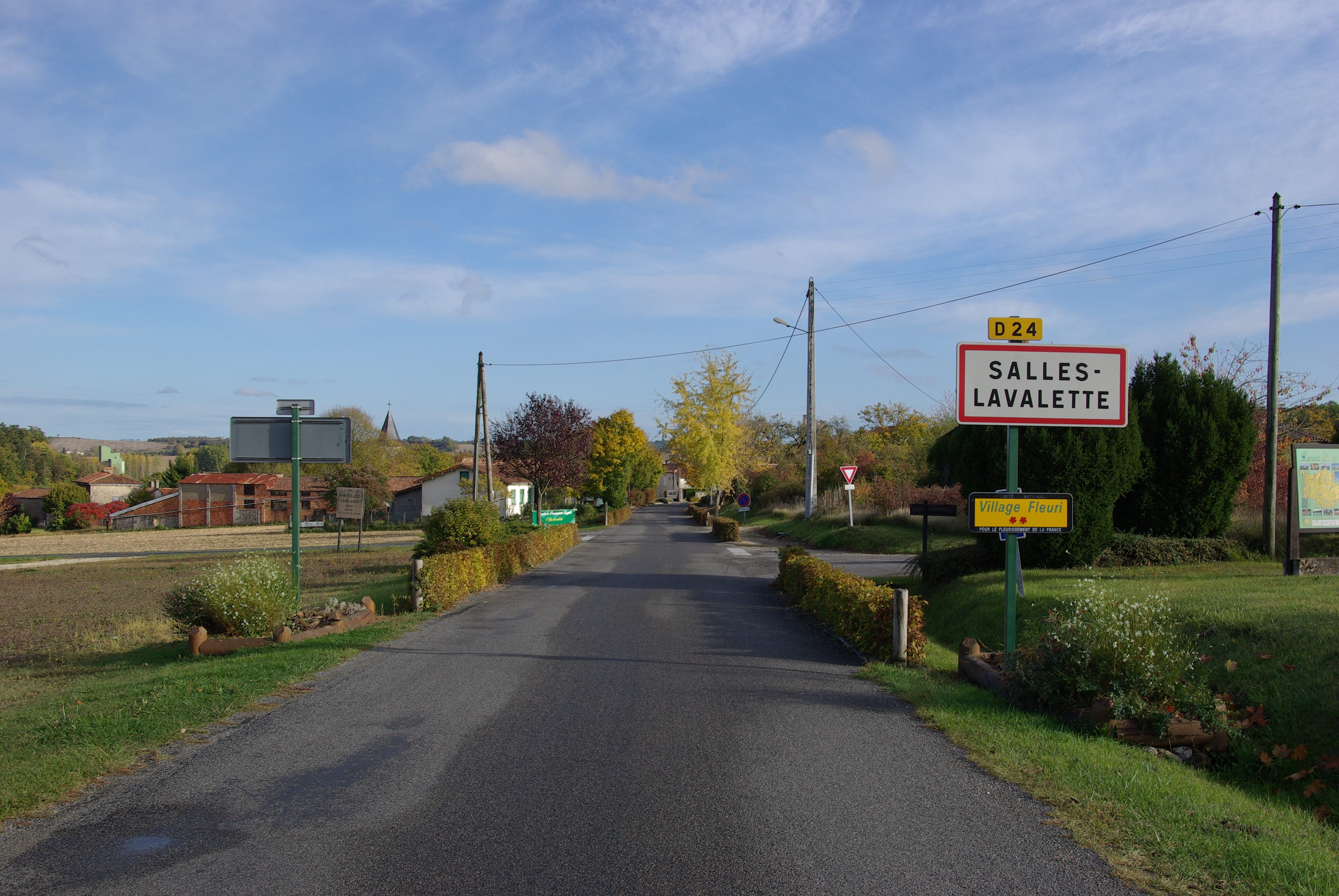
Въезд в Саль-Лавалет
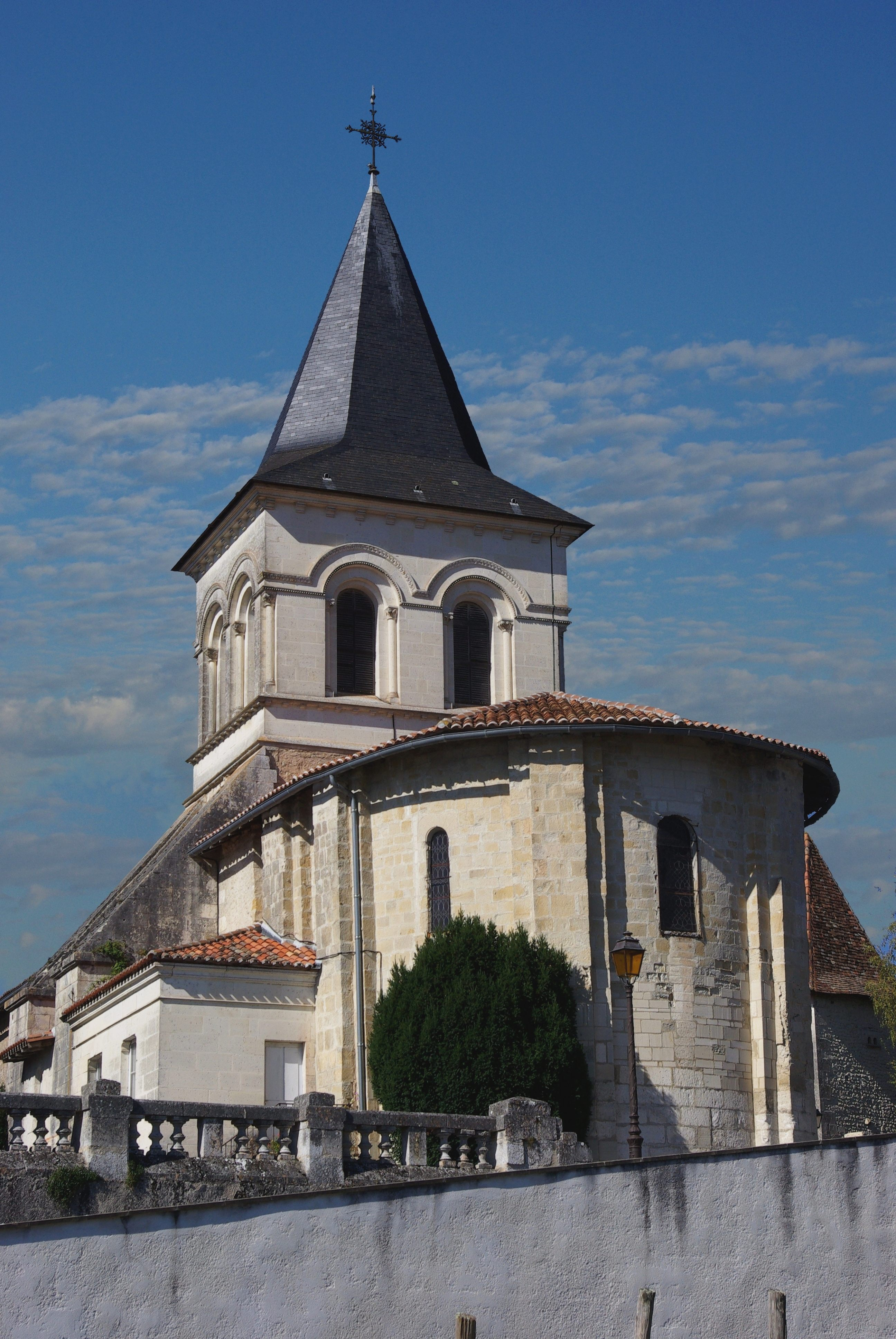
Церковь Сен-Мартен
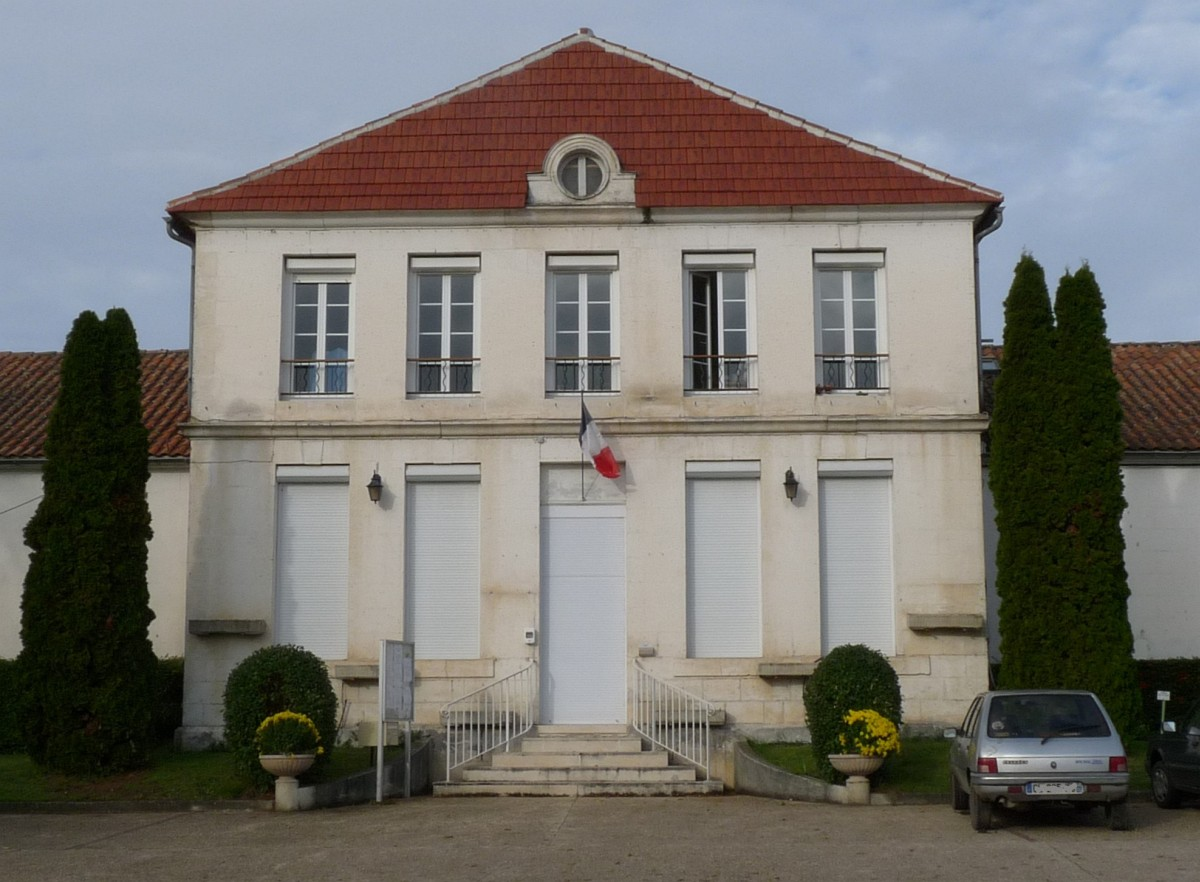
Мэрия
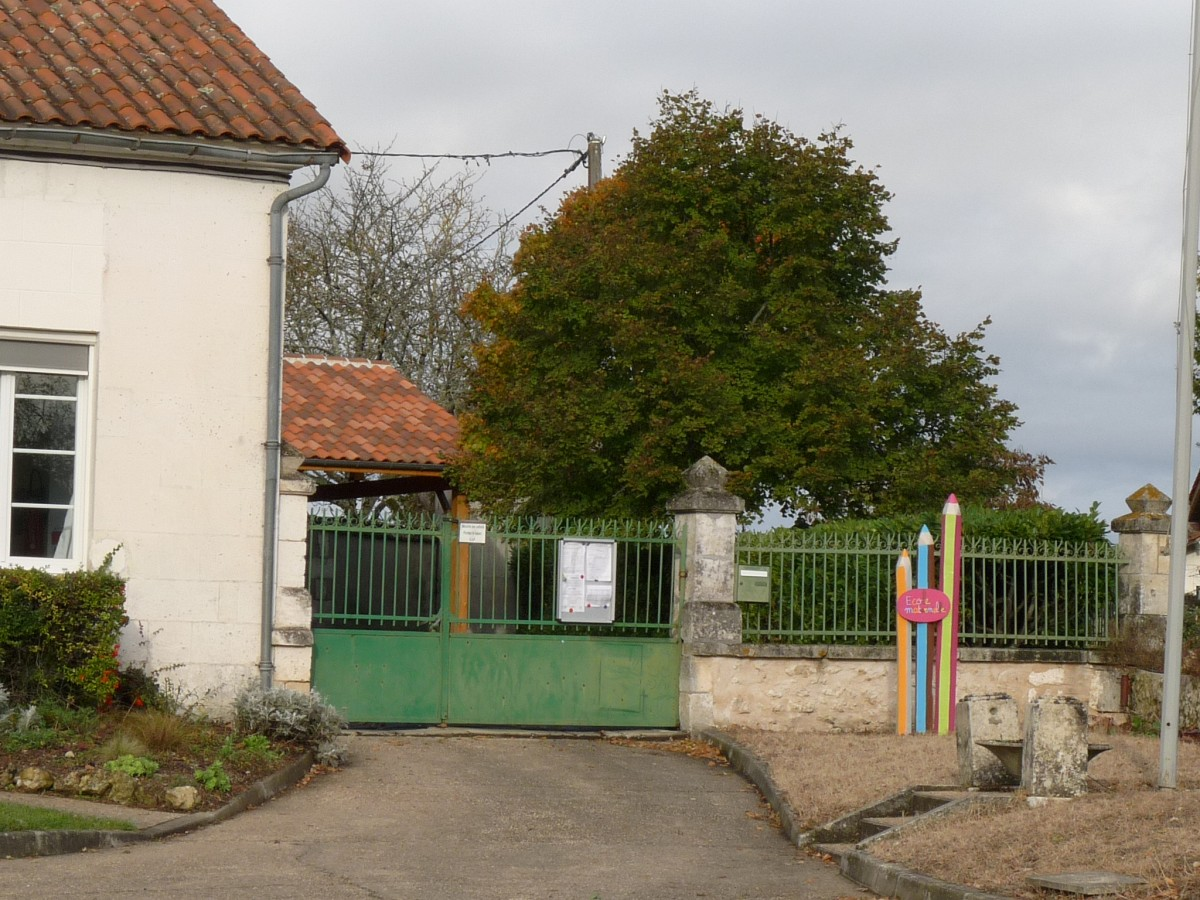
Школа